# 世羅高校校長自殺事件
世羅高校校長自殺事件（せらこうこうこうちょうじさつじけん）は、日本の高等学校で起きた校長が自殺したという事件。式典で国歌斉唱の徹底を求める教育委員会と、反対する教師との板ばさみで自殺した。この自殺事件が起きたことをきっかけとして、国旗と国歌を法制化させることの議論が加速して、国旗及び国歌に関する法律が成立するまでになった。

## 概要
1999年2月28日に広島県立世羅高等学校の校長が自殺した。この自殺した日は卒業式の前日であった。この校長が自殺していた時期には、文部省は広島県教育委員会に対して入学式や卒業式に国旗掲揚や国歌斉唱を行うということを強く求めていた。この自殺事件が起きた直後である3月3日には首相が国旗・国歌の法制化に言及して、それまではこのことには消極的であったのが積極的になっていた。そして同年8月9日に国旗及び国歌に関する法律が成立した。

### 事件の詳細
自殺までの時期である1998年5月20日に文部省は、広島県教育委員会に対し是正指導を行っていた。この是正指導というのは13項目が存在しており、入学式や卒業式には国旗を掲揚して国歌を斉唱するということなどであった。この指導が行われたことにより、広島県教育委員会では国に従って国旗掲揚と国歌斉唱を求めたものの、教職員組合はこれに対して反発を強めて行った。そして是正指導が行われてからの9ヵ月後に世羅高校の校長が自殺したということであった。広島県教育委員会では1992年より君が代の歌詞は身分差別につながる恐れがあるという見解を示していた。そして是正指導が行われる直前の時点では、入学式での斉唱率は小中学校では36.2%で、高等学校では16.9％という数字になっていた。それが是正指導が行われてからは、広島県教育委員会の見解では君が代とは国の繁栄を願った歌と一致する、国際社会では自国や他国の国歌斉唱が重要ということになっていた。そして広島県教育委員会の教育長が世羅高校の校長に職務命令を出し、国歌斉唱を強く求めていた。この職務命令が出された直後に校長は自殺していたのであった。
文部省からの是正指導が行われてからは、広島県教育委員会は校長に対して職員会議が終わるたびに状況報告を求めて、24時間体制で指導をしていた。その当時には広島県教育会議設立準備会が設立されており、この組織はPTA会長に対して国旗掲揚・国歌斉唱についての実態調査表を送りつけて、PTA会長が実施状況を監視して実態調査表に記入するということを求めていた。自民党県議団が卒業式に乗り込んで行って、国歌斉唱が行われたか、国旗掲揚が行われたか、国歌斉唱で起立しない者はいたか、式辞では戦争責任や日の丸などの話は行われていたかなどの調査を行っていた。広島県教育委員会の担当者は自殺をする直前にも校長の自宅を訪問しており、自殺をした時点では広島県教育委員会教育部次長は指導をするために訪問をしている途中であった。
野田正彰はこの自殺事件の検証をきっかけとして、国歌斉唱を強制する教師たちの精神医学に関わるようになる。そして2009年11月に『教師は二度、教師になる』を出版する。